# Rádl Ödön
Rádl Ödön (Alsólugos, 1848. március 30. – Nagyvárad, 1916. december 20.) író, ügyvéd, a Petőfi Társaság tagja.

## Élete
Alsólugoson született, ahol atyja gróf Zichy Ödön élesdi uradalmának felügyelője volt. Középiskoláit Nagyváradon végezte, és miután ugyanott a jogot is tanulta és a királyi akadémián a bírói vizsgát letette, a negyedévi jogra Bécsbe ment. Eleinte a jogtanári pályára szánta magát, de ezen szándékáról leterelte betegsége. 1871-ben lett ügyvéd, és ügyvédi gyakorlatot folytatott 1873-tól Nagyváradon. 1870-ben a nagyváradi Deák-párt lehívta Bécsből, és a politikai Nagyváradi Lapok (mely kétszer jelent meg hetenként) szerkesztését rá bízta, melyet fél évig szerkesztett, és azon év december 30-án megszűnt. 1871 őszétől vérhányás miatt fél esztendőt Olaszországban töltött, beutazta az egész országot Nápolyig, a legtovább Pisában tartózkodott. 1872 nyarán alighogy hazaérkezett, a debreceni Deák-párt a Tiszavidék című, hetenként ötször megjelenő politikai lapjának szerkesztését bízta rá, névleges szerkesztő volt Kóla János, a párt azonban a lapot azon év december 31-én megszüntette. A Szigligeti Társaságnak 1892-től elnöke, a Petőfi Társaságnak 1877 óta volt tagja. Mivel a haladó költői eszméket elutasítota, Ady Endre többször támadta is őt ezért.
1867-ben kezdett irodalommal foglalkozni, amikor a Fővárosi Lapokban tárcái jelentek meg (1867. Az újabbkori cseh költészet, 1868. A román költészetről, Théodore de Banville, Émile Augier, Pierre-Jean de Béranger, André Chénier, Théophile Gautier, Victor Hugo, Alphonse de Lamartine); Szana Tamás Figyelőjében (1870. A materialismus az újabb német lyrában sat., 1871. A világfájdalom jogosultsága a költészetben); ettől kezdve a Nagyváradi Lapoknak is hű tárcaírója volt. 1875-ben Benedek Aladár Új Idők c. lapjában írt társadalmi cikkeket, pl. A parvenuk missiójáról, Atheizusról, németből fordított beszélyeket stb. 1871-től a Nagyvárad c. politikai napilapnak rendes dolgozótársa volt; később azonban leginkább csak színikritikákat írt a lapba; cikkei a Koszorúban (1882. Legújabb költészetünk hatástalanságáról); a Szigligeti Társaság Évkönyvében (Elnöki megnyitó beszédei, 1896. A kor irányzata és a modern szépirodalom, Szigligeti Edéről); a Nagyváradban (1899. Az irodalom és társadalmi harcz).

## Munkái
- Illemtan. A tanuló ifjúság számára. Nagyvárad, 1867.
- Féval Pál, Cartouche vetélytársa. Fracziából ford. Uo. 1869.
- Michel Berend költeményei. Ford. Uo. 1870.
- Levelek egy német faluból. Uo. 1870.
- Szomorú történetek. Uo. 1871.
- Jean Paul. Tanulmány. Uo. 1872. (Ism. Figyelő).
- Egy tél Olaszhonban. Uo. 1872. (Ism. Figyelő 1873.).
- Ünnepi beszéd, elmondotta a nagyszalontai csonkatorony felavatási ünnepélyén 1899. aug. 27. Uo. 1899.